# Vaidotas Jakštas
Vaidotas Jakštas (*  1972 in Švenčionys) ist ein litauischer Politiker,   Vizeminister für Inneres. 

## Leben
Nach dem Abitur 1990 an der Sekundarschule Švenčionys absolvierte er von 1990 bis 1994 das Bachelorstudium der Wirtschaft, von 1994 bis 1996 das Masterstudium des Managements und promovierte von 1996 bis 2002 an der Vilniaus Gedimino technikos universitetas in Vilnius. Von 1996 bis 2006 war er Assistent und lehrte als Lektor an der VGTU. Von 1995 bis 2002 arbeitete er am Institut für Wirtschaft Litauens.
Von 2015 bis 2018 war er Leiter der Abteilung für öffentliches Auftragswesen der Litauischen Universität für Edukologie und von 2019 bis 2020 Beschaffungsspezialist im Kernkraftwerk Ignalina. Von 2018 bis 2019 war er Leitender Beschaffungsspezialist, dann Leiter der Abteilung für öffentliches Auftragswesen des staatlichen Forstunternehmens Valstybinių miškų urėdija.
Von 2020 bis 2024 war er Leiter der Abteilung für öffentliches Auftragswesen der Abteilung für Feuerwehr und Rettungswesen des Innenministeriums.
Seit dem 23. Dezember 2024	ist er stellvertretender Innenminister der Republik Litauen. Er ist Stellvertreter von Minister Vladislav Kondratovič im Kabinett Paluckas, geleitet von Gintautas Paluckas.